# Giancarlo Puecher Passavalli
Giancarlo Puecher Passavalli (Milano, 23 agosto 1923 – Erba, 21 dicembre 1943) è stato un partigiano italiano decorato con la Medaglia d'oro al valor militare.

## Biografia
Figlio del notaio Giorgio Puecher Passavalli, appartenente a una benestante famiglia di origini nobili trentine, Giancarlo Puecher nacque a Milano nella casa di famiglia in via Broletto 39, che andò distrutta nel corso dei bombardamenti aerei del 15 agosto 1943.
Giovane dotato sia nello studio sia negli sport, frequentò il ginnasio al Parini e il liceo presso i gesuiti dell'Istituto Leone XIII.
Il padre, reduce interventista della prima guerra mondiale, dalle idee liberali in opposizione al totalitarismo fascista, fu per Giancarlo, con il suo esempio, una guida morale a un patriottismo di carattere antifascista. Rimase invece duramente colpito dalla morte dopo una lunga malattia della madre Anna Maria Gianelli, donna molto religiosa che lo educò ai valori cristiani, colei che più comprendeva lo spirito d'azione che animava Giancarlo e punto di riferimento emotivo per l'intera famiglia Puecher.
Frequentò la facoltà di Giurisprudenza dell'Università degli Studi di Milano, abbandonando però gli studi per arruolarsi volontario nel luglio 1943 nella Regia Aeronautica come allievo ufficiale pilota. Non riuscì però a completare l'addestramento e a essere incorporato nell'aviazione prima dell'8 settembre e dell'occupazione tedesca.
Con la famiglia era sfollato per la guerra nella villa di loro proprietà a Lambrugo, nei dintorni di Erba, che divenne centro di aiuto per sbandati in difficoltà, e luogo di confronto sulla situazione dell'Italia. Qui Giancarlo, dopo contatti con l'avvocato Luigi Meda, esponente dei cattolici democratici di Milano, e il prete Don Giovanni Strada, parroco di Ponte Lambro e iniziatore della resistenza erbese, che di Puecher è considerato il padre spirituale, riunirono un gruppo di giovani animati da spirito patriottico antitedesco e antifascista, che costituiranno il primo nucleo partigiano di Ponte Lambro, in origine dodici: assieme a Giancarlo Puecher, Felice Ballabio, Antonio Porro, Ilo Ratti, Rinaldo Zappa, Carlo Rossini, Felice Gerosa, Elvio Magni, Guido Porro, Dino Meroni, Mario Redaelli, morto nei giorni dell'insurrezione dell'aprile 1945, Grazioso Rigamonti e Alberto Todeschini, deportati e morti a Mauthausen. Agì inoltre a stretto contatto con Franco Fucci, ex alpino in Grecia passato nel fronte antifascista, altro comandante del gruppo di Ponte Lambro.
Il gruppo partigiano riunito intorno a Giancarlo Puecher fu il primo nella Resistenza brianzola a passare dalla fase cospirativa alla lotta armata, e trovò la sua attività principale nel rifornire i nuclei partigiani della vicina montagna, rivestendo un ruolo decisivo nello stringere i contatti tra i partigiani in montagna e quelli operanti in pianura.
Le prime azioni si indirizzarono nel procurarsi mezzi di trasporto, riuscendo a ottenere un'Augusta, una Fiat, una Topolino rubata ai tedeschi e due camion, oltre che la benzina necessaria, confiscata dallo stesso Puecher ad alcuni "borsineristi". 
Riuscirono inoltre a recuperare alcuni cavalli e muli, che affidarono ai contadini di Lambrugo, e a rastrellare le armi necessarie al gruppo nella zona tra l'alta Brianza e il nord di Milano.
Già nel novembre 1943 il gruppo di Ponte Lambro aveva attuato un salto di qualità verso il combattimento e si segnalano per opera loro il sabotaggio alle linee telefoniche tedesche nella zona di Canzo e Asso, e un'azione di volantinaggio inneggiante alla libertà della patria il 4 novembre al monumento dei caduti di Erba.
Attirata l'attenzione dei nascenti comandi partigiani milanesi, il gruppo partigiano di Puecher ricevette anche la visita di Leopoldo Gasparotto e di altri esponenti della resistenza lombarda, con l'intento di coordinare le loro azioni nel contesto generale della Resistenza lecchese.

### La cattura di Giancarlo Puecher
La sera del 12 novembre 1943 Puecher insieme con l'amico Franco Fucci, provenienti da Milano dove erano stati per collegamenti col comando partigiano e per ricevere finanziamenti, si fermarono a Canzo, nella villa dove era sfollato l'ex deputato e consigliere nazionale del PNF Alessandro Gorini, che aveva mutato in senso democratico le sue idee politiche ed era disposto a finanziare l'attività clandestina antifascista. I due ripartirono verso le 22.30 in bicicletta verso Ponte Lambro, ignari del coprifuoco e dell'istituzione di posti di blocco a seguito dell'uccisione a Erba, quello stesso pomeriggio, da parte di sconosciuti aggressori, di due fascisti: Ugo Pontiggia, centurione della Milizia Volontaria per la Sicurezza Nazionale e reduce della Campagna di Grecia, e un suo amico, Angelo Pozzoli.
Nei pressi di Lezza furono fermati da una pattuglia di tre militi della Repubblica Sociale Italiana. Alla richiesta di documenti i due ammisero di esserne sprovvisti, e fu loro comunicato che sarebbero stati portati in caserma per l'identificazione. Non potendo recarsi in caserma poiché in possesso di armi, dinamite e manifestini di propaganda antifascista, sfuggiti a una sommaria perquisizione, Fucci impugnò la pistola e tentò di esplodere un colpo contro uno dei militi ma l'arma si inceppò.
Il repubblichino rispose al fuoco, sparando a bruciapelo su Fucci che cadde a terra ferito al ventre. Fucci fu poi ricoverato in ospedale mentre Puecher fu condotto in caserma e arrestato. La stessa sera furono fermati e arrestati altri sette partigiani amici di Puecher, tra cui anche il padre, Giorgio Puecher.

### Il processo e la condanna
Puecher restò in prigione fino alla metà di dicembre quando fu posto sotto processo e condannato a morte, nel quadro di una rappresaglia per una serie di uccisioni di fascisti.
Il 18 dicembre 1943 a Milano fu infatti ucciso, nell’azione di uno dei primi nuclei dei Gruppi di Azione Patriottica, guidato da Egisto Rubini, il federale di Milano Aldo Resega, che rappresentava la corrente moderata in seno al Partito Fascista Repubblicano. Seguì la mattina del giorno successivo la fucilazione per rappresaglia di otto antifascisti presso l'Arena Civica.. La stessa mattina del 20 dicembre un noto squadrista di Erba, Germano Frigerio, in partenza per Milano per partecipare ai funerali di Resega, fu ucciso nei pressi di un bar da un uomo che lo affrontò a rivoltellate. I fascisti decisero pertanto di compiere una rappresaglia che prevedeva la fucilazione di trenta antifascisti, dieci per ogni fascista ucciso a Erba (Ugo Pontiggia, Angelo Pozzoli e Germano Frigerio). Non essendo custoditi nelle carceri un numero sufficiente di prigionieri il numero degli ostaggi da giustiziare fu inizialmente ridimensionato a sei.
Il tribunale che doveva formalizzare le condanne a morte fu istituito la notte del 20 dicembre nel Municipio di Erba e Puecher fu processato insieme con altri sette prigionieri (Giudici Luigi, Testori Vittorio, Testori Giulio, Grossi Rino, Cereda Giuseppe, Gottardi Ermanno e Gottardi Silvio). Il prefetto di Como, Francesco Scassellati Sforzolini, mise a presiedere il processo il tenente colonnello Biagio Sallusti, mutilato di guerra e comandante del distretto militare. Nel corso dell'interrogatorio Puecher Passavalli rivendicò orgogliosamente le proprie responsabilità: "Appartengo al vero esercito italiano" e ammise di aver partecipato a un'azione partigiana. Il questore presentava ai componenti del tribunale militare una lista con i nominativi dei prigionieri da condannare a morte, inizialmente quattro, poi ridotti a tre. L'avvocato della difesa Gian Franco Beltramini, vista anche l'inconsistenza delle accuse, nel tentativo di impedire le condanne a morte concordò con Sallusti un ultimo contatto con il prefetto Scassellati che portò a fissare il numero dei condannati a morte a uno solo, Giancarlo Puecher Passavalli. 
In seguito, nell'estate del 1944, Piero Pisenti, ministro guardasigilli dell'RSI, riconobbe la nullità del processo di Erba e l'arbitrarietà delle condanne, facendo liberare gli imputati incarcerati.

### L'esecuzione
Puecher fu condannato a morte, dal tribunale presieduto da Sallusti, mediante fucilazione per aver "promosso, organizzato e comandato una banda armata di sbandati dell'ex esercito allo scopo di sovvertire le istituzioni dello stato". A Puecher fu concesso di scrivere una ultima lettera e di essere confessato. Scrisse ai parenti:
L'esecuzione avvenne la notte del 21 dicembre 1943 nel cimitero nuovo di Erba. Il cappellano presente, il frate cappuccino Fiorentino Bastaroli, raccontò che Puecher abbracciò uno per uno i suoi carnefici del plotone di esecuzione, dicendo loro di averli già perdonati, e morì gridando "viva l'Italia". Fucci, dopo il ricovero in ospedale, restò in prigione fino alla Liberazione, prima nel carcere di Como, poi di Vercelli e infine a San Vittore a Milano, da dove sarà liberato alla fine della guerra.
Il padre Giorgio fu liberato subito dopo l'esecuzione del figlio, ma arrestato nuovamente a inizio 1944 con l'accusa di opposizione politica e condotto al carcere milanese di San Vittore, dove subì torture e vessazioni al pari degli altri detenuti. Trasferito nel campo di prigionia di Fossoli fu in seguito deportato nel campo di concentramento di Mauthausen dove morì di stenti il 7 aprile 1945.

### Riconoscimenti

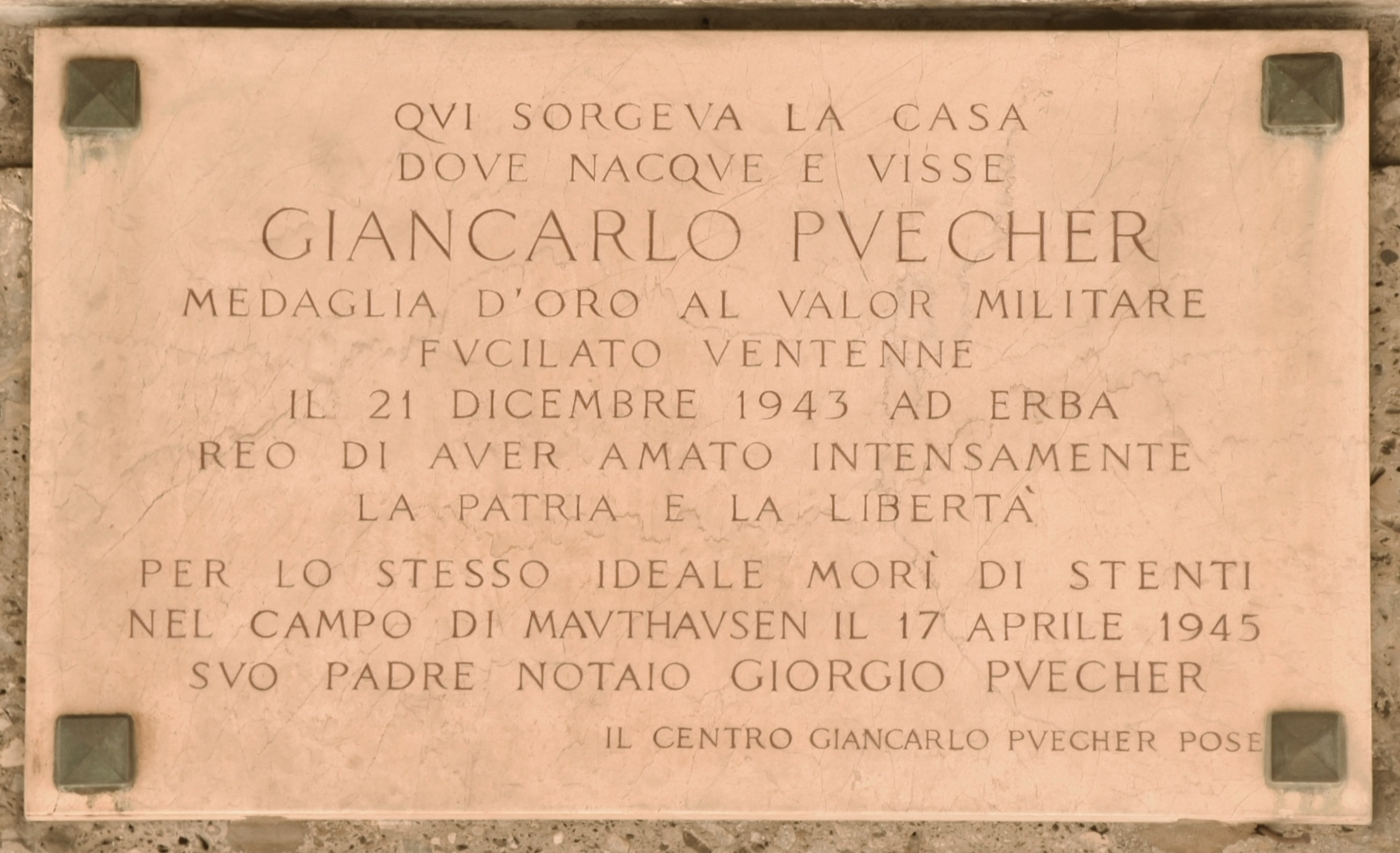
Memoria di Giancarlo Puecher e di suo padre Giorgio in via Broletto, dove sorgeva la loro casa.

A lui è stata intitolata la brigata partigiana del CVL operante in Brianza, e il distaccamento della 52ª Brigata Garibaldi "Luigi Clerici" operante nell'Alto Lario, comandata da Pier Luigi Bellini delle Stelle che contribuirà all'arresto di Benito Mussolini a Dongo il 28 aprile 1945.
Il 26 ottobre 1945 gli è stata conferita la medaglia d'oro al valor militare alla memoria.
L'Università degli Studi di Milano gli ha conferito nel 1946 la laurea honoris causa alla memoria.
- A Ponte Lambro gli è stata conferita il 21 marzo 2014 la "Cittadinanza Onoraria" e gli è stata intitolata la piazza principale.
- A Lambrugo è stata conferita il 2 giugno 2014 la "Cittadinanza Onoraria" a lui e a suo padre Giorgio.[23]
- A Milano gli sono stati intitolati una via di Gorla, un centro culturale, il Centro Comunitario Puecher, e una scuola secondaria di I grado.
- A Erba gli è stata intitolata la scuola media statale.[24]
- A Rho, il 28 giugno 1974 gli è stato intitolato l'Istituto Professionale di Stato per l'Industria e l'Artigianato.[25]
- Numerose vie gli sono state intitolate in comuni del milanese e della Brianza.

Nei mesi della sua permanenza in carcere, scrisse una lettera i cui versi sono riportati al Museo Monumento del Deportato di Carpi: "I martiri convalidano la fede in una idea."